# أكشونبة

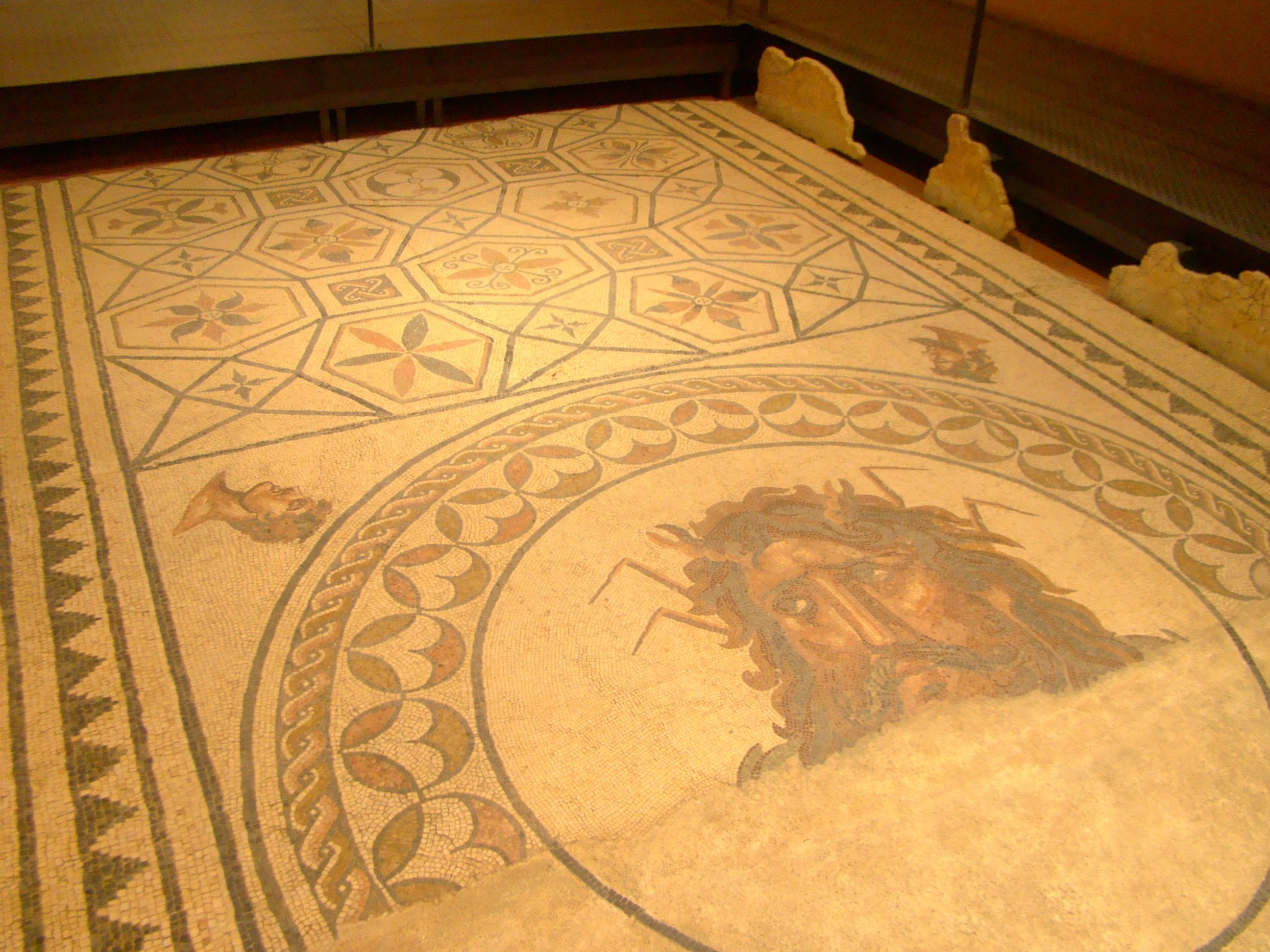

أكشونبة (بالبرتغالية: Ossonoba) إحدى كور الدولة الأموية في الأندلس، قاعدتها كانت مدينة شلب. ومن مدنها شنتمرية الغرب والتي تأسست بها إحدى ممالك الطوائف بين عامي 1018-1051م. واسم الكورة العربي هو التعريب للاسم الروماني (Ossonoba)، وتقع محلها الآن مدينة فارو في البرتغال.